# Rotherham
Rotherham város az Egyesült Királyságban, Angliában, Dél-Yorkshire megyében, a Don folyó partján. Sheffieldtől kb. 10 km-re ÉK-re fekszik. Lakossága 117 ezer fő volt 2001-ben.

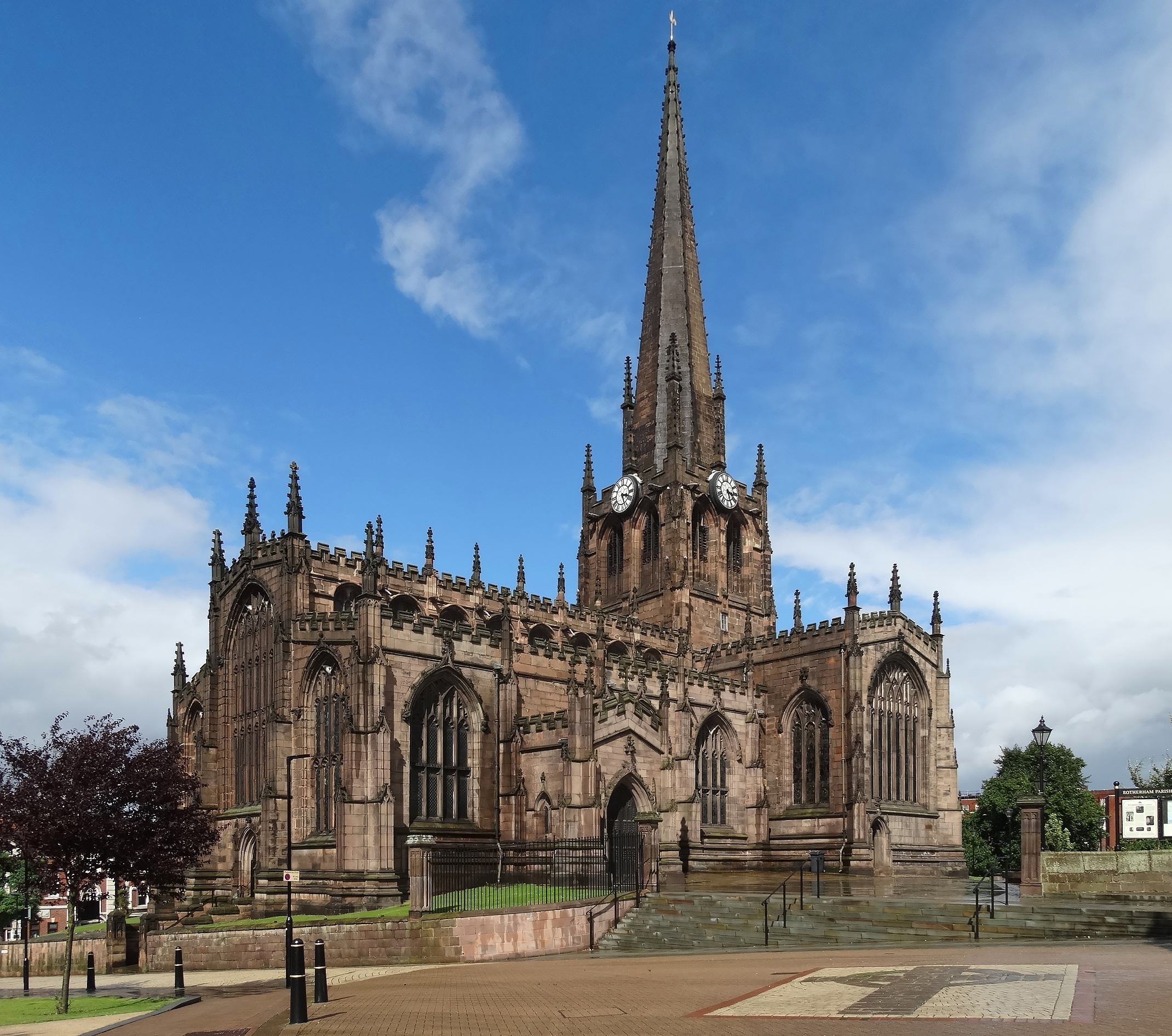
A rotherhami katedrális

A szász idők óta kereskedelmi központ, de igazán a szénbányászat 19. századi fejlődésével és az acélgyártás Sheffieldből való elterjedésével indult növekedésnek. Ma jelentős iparváros.

## Testvérvárosai
- Kolozsvár, Románia[2]

## Fordítás
Ez a szócikk részben vagy egészben  a   Rotherham című német Wikipédia-szócikk fordításán alapul.  Az eredeti cikk szerkesztőit annak laptörténete sorolja fel. Ez a jelzés csupán a megfogalmazás eredetét és a szerzői jogokat jelzi, nem szolgál a cikkben szereplő információk forrásmegjelöléseként.